# Bastion Vught

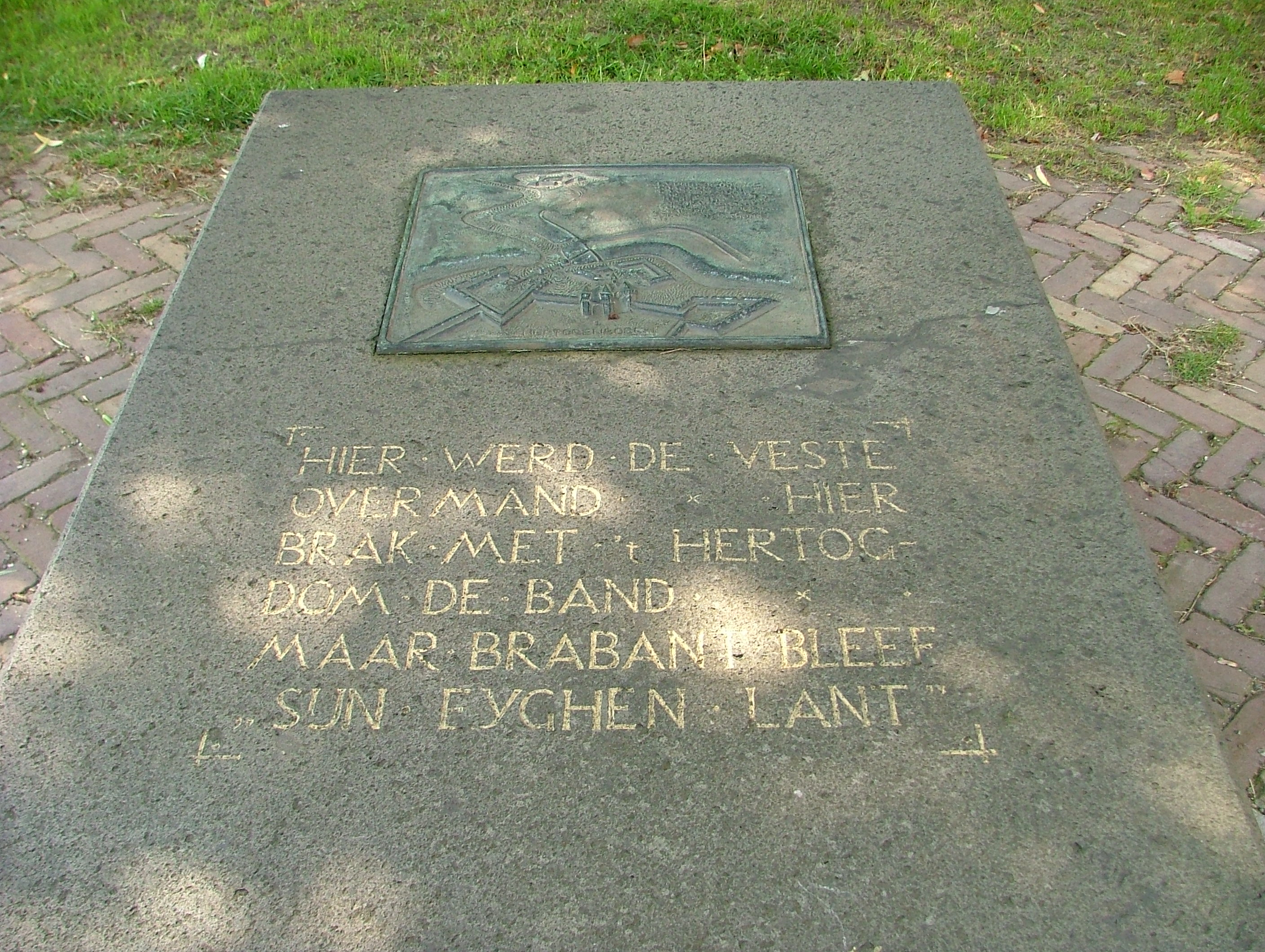
Plakkaat op Bastion Vught.

Bastion Vught was een verdedigingswerk van de stad 's-Hertogenbosch.

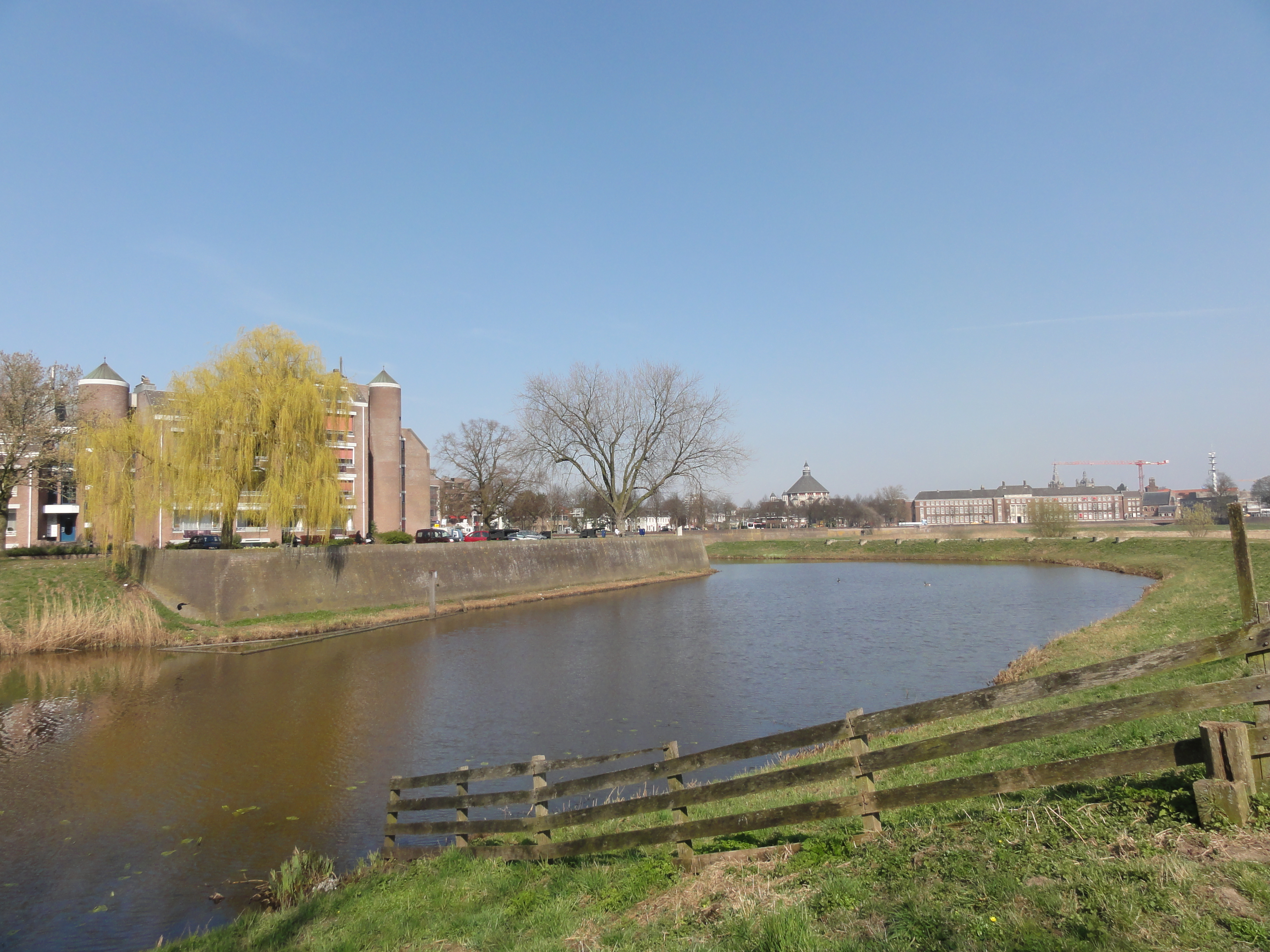
Bastion Vught

Dit Bastion lag samen met Bastion Deuteren in het zuidoosten van de stad bij de Vughterpoort. Achter het Bastion was nog de ommuring van de stad met de Vughter Poort. Het verdedigingswerk werd verdedigd door twee forten, Fort Isabella en Fort Sint-Andries.
Deze twee forten kwamen bij het Beleg van 's-Hertogenbosch in 1629 onder vuur te liggen door troepen van Frederik Hendrik van Oranje en uiteindelijk werden ze veroverd door de Staatse troepen. Vervolgens werd het Bastion onder vuur genomen. Het lukte om een bres te slaan in dit verdedigingswerk. Kort daarna capituleerde de stad.
Op de plek waar een bres is geslagen bij Bastion Vught, is op een verharde verhoging een bronzen plaquette geplaatst. De tekst hierop luidt :

Hier werd de veste overmand...

Hier brak met 't Hertogdom de band,

Maar Brabant bleef sijn eyghen lant.

Waar vroeger het Bastion was, is nu het Wilhelminaplein. Het bastion is ook wel bekend onder de naam Galgenbolwerk. Aan de overkant van de Dommel stond namelijk de galg van 's-Hertogenbosch. Op het bastion stond vroeger de Sandvlietmolen.